# Bedřich Trnka
Bedřich Trnka (18. dubna 1887 Břeclav – po roce 1942) byl český strojní a letecký inženýr a konstruktér, v letech 1920 až 1942 první ředitel civilní části mezinárodních letišť Praha-Kbely a Praha-Ruzyně.

## Život
Narodil se v Břeclavi na jižní Moravě. Vystudoval odbor strojní inženýrství na České vysoké škole technické v Brně, kde získal inženýrský titul následně krátce působil kratší v jisté pražské továrně na obráběcí stroje v Praze. Poté přes čtyři roky strávil v továrně na automobily a letecké motory ve Vídni, kde se stal skupinovým konstrukčním šéfem, kde strávil období první světové války.
Po vzniku Československa se vrátil do vlasti, kde roku 1920 vstoupil do služeb leteckého oddělení ministerstva veřejných prací, které jej na podzim téhož roku jmenovalo ředitelem prvního dopravního letiště v ČSR, v Praze-Kbelích. Zúčastnil se také budovacích prací a zasáhl do jeho stavební a signalizačního uspořádání. V roce 1923 byl ministerstvem veřejných prací spolu s ing. Janem Kašparem, průkopníkem českého motorového letectví, vyslán na mezinárodní leteckou výstavu ve švédském Göteborgu. Cestu skupina podnikla letadlem čsl. výroby Aero A 10 a jednalo se o jediný stroj na výstavě, který se následně stal jediným, který cestu tam i zpět absolvoval vzduchem. Za své zásluhy o letectví byl, společně s Kašparem, pilotem Aloisem Vreclem a navigátorem francouzským kapitánem Drangeselerem, vyznamenán švédským řádem Gustava Vasy I. třídy.
Přispíval také do odborně-popularizačních časopisů, např. Letec či Letectví. Byl členem Masarykovy letecké ligy. Roku 1936 získal titul rytíř Řádu čestné legie.
Po rozhodnutí o přesunutí pražského mezinárodního civilního letiště do nového areálu u obce Ruzyně byl Trnka ve funkci ponechán a organizačně pak řídil letiště, považované za jedno z nejmodernějších v Evropě. Na letišti byl přítomen též 24. prosince 1937, kdy při navigaci stroje do Prahy došlo k letecké havárii letounu Wibault Penhoët společnosti Air France se třemi lidmi na palubě v Kašperských horách. Pád letadla nikdo nepřežil. Za havárii byli zodpovědni letištní navigátoři, což představovalo první leteckou nehodu zapříčiněnou chybou pozemní letové kontroly.
Funkci vykonával částečně také v době německé okupace Čech, Moravy a Slezska. Z vedení letiště odešel roku 1942.